# Julia Bleasdale
Julia Bleasdale (née le 9 septembre 1981 à Hillingdon) est une athlète britannique naturalisée allemande en 2016, spécialiste des courses de fond.

## Biographie
4e des Championnats d'Europe 2012 sur 5 000 m, elle termine 8e de cette épreuve ainsi que du 10 000 m lors des Jeux olympiques de Londres.
Elle a acquis la nationalité allemande et est autorisée à concourir pour ce pays depuis le 8 mars 2016. Cette même année, elle s'installe à Pontresina en Suisse et se met à la discipline du trail. Elle remporte notamment le Swiss Irontrail T88 en 2018,.

## Palmarès
| Date | Compétition                            | Lieu     | Résultat | Épreuve           | Performance    |
| ---- | -------------------------------------- | -------- | -------- | ----------------- | -------------- |
| 2011 | Championnats d'Europe de cross-country | Velenje  | 1re      | Cross par équipes |                |
| 2012 | Championnats d'Europe                  | Helsinki | 4e       | 5 000 m           | 15 min 12 s 77 |
| 2012 | Jeux olympiques                        | Londres  | 8e       | 5 000 m           | 15 min 14 s 55 |
| 2012 | Jeux olympiques                        | Londres  | 8e       | 10 000 m          | 30 min 55 s 63 |
| 2013 | Championnats d'Europe de cross-country | Belgrade | 7e       | Cross individuel  |                |
| 2013 | Championnats d'Europe de cross-country | Belgrade | 1re      | Cross par équipes |                |

## Records
| Épreuve  | Performance    | Lieu    | Date        |
| -------- | -------------- | ------- | ----------- |
| 5 000 m  | 15 min 2 s 00  | Londres | 7 août 2012 |
| 10 000 m | 30 min 55 s 63 | Londres | 3 août 2012 |